# 特羅斯季亞尼齊亞 (馬林區)
50°46′41″N 28°56′21″E / 50.77806°N 28.93917°E
特羅斯季亞尼齊亞（烏克蘭語：Тростяниця），是烏克蘭北部的村莊，隸屬日托米爾州的科羅斯滕區。該村始建於1802年，面積0.5平方公里，海拔高度163米，2001年人口90，人口密度每平方公里179.28人。